# Joe Bonamassa

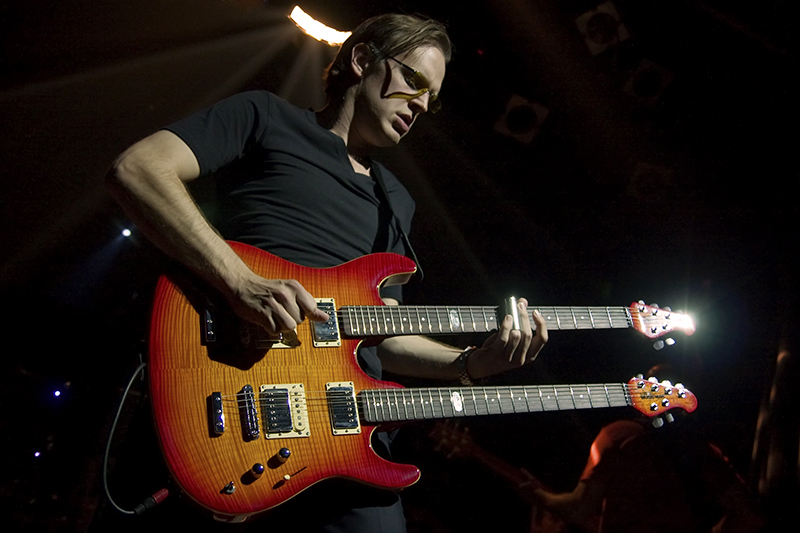
Joe Bonamassa tocant a Madrid

Joe Bonamassa (8 de maig de 1977, Utica, Estat de Nova York) és un guitarrista, compositor i cantant de blues i rock estatunidenc conegut per la seva veu trencada i la seva tècnica de guitarra.

## Joventut
Els seus pares eren els propietaris d'una botiga d'instruments musicals que ells mateixos havien posat en marxa a Utica, Nova York. Com a membre d'una família de músics, en Joe va tenir clar des de ben petit quina era la seva vocació. Als 4 anys el seu pare li va regalar la primera guitarra i als 7 ja tocava cançons de Jimmy Hendrix i Stevie Ray Vaughan. Als 12 anys va obrir el concert per a B.B. King, el qual després de sentir-lo tocar va dir: "El potencial d'aquest noi és increïble. Ni tan sols ha començat a gratar la superfície. És únic". Als 14 anys va ser convidat al Fender Event, moment en el qual va aprofitar per muntar la seva primera banda Bloodline.

## Influències
En una entrevista a la revista Guitarist Magazine, Joe Bonamassa cita tres àlbums com a principal influència en el seu estil: John Mayall & the Bluesbreakers amb Eric Clapton (the Beano album), l'àlbum Irish Tour de Rory Gallagher i l'àlbum Goodbye de Cream. De la mateixa manera, ha reconegut que el tema Texas Flood de Stevie Stevie Ray Vaughan fou una gran influència en els seus primers anys.

## Discografia
- 1994 - Bloodline
- 2000 - A New Day Yesterday
- 2002 - So, It's Like That
- 2002 - A New Day Yesterday, Live
- 2003 - Blues Deluxe
- 2004 - Had to Cry Today
- 2006 - You & Me
- 2007 - Sloe Gin
- 2008 - Live From Nowhere in Particular
- 2009 - The Ballad of John Henry
- 2010 - Black Rock
- 2011 - Dust Bowl
- 2012 - Driving Towards the Daylight
- 2014 - Different Shades of Blue
- 2016 - Blues of Desperation
- 2018 - Redemption
- 2019 - Joe Bonamassa Christmas Comes But Once a Year
- 2020 - Royal Tea
- 2021 - Time Clocks
- 2023 - Blues Deluxe Vol. 2
- 2025 - Breakthrough

## DVDs
- 2009 - Joe Bonamassa: Live From Royal Albert Hall